# Nová Polhora
Nová Polhora ist eine Gemeinde im Osten der Slowakei mit 548 Einwohnern (Stand 31. Dezember 2024), die zum Okres Košice-okolie, einem Teil des Košický kraj, gehört.

## Geografie
Die Gemeinde befindet sich im Talkessel Košická kotlina. Hinter der Autobahn westlich des Ortes fließt die Torysa. Das Ortszentrum liegt auf einer Höhe von 208 m n.m. und ist 18 Kilometer von Košice entfernt.

## Geschichte
Die heutige Gemeinde ist eine Neugründung von 1954, als diese von der Gemeinde Ploské ausgegliedert wurde. Sie hat sich aus einem Bauernhofneuansiedlung entwickelt, den 42 Familien aus der im Jahr 1942 ausgebrannten Gemeinde Pohronská Polhora bei Brezno hier errichtet haben, da die ausgebrannte Gemeinde überbevölkert war und die damalige Regierung des Slowakischen Staates Umzug anbot. Weitere Einwohner kamen aus den Nachbarorten Ploské und Šarišské Bohdanovce. Kurz nach der Ausgliederung wurden in den Jahren 1954 bis 1956 die Gebäude des Kulturhauses sowie der Grundschule errichtet. Die römisch-katholische Kirche wurde in den Jahren 1991 bis 1993 gebaut und im Jahre 1993 geweiht.

## Bevölkerung
| Jahr                | 1994 | 2004     | 2014    | 2024     |
| ------------------- | ---- | -------- | ------- | -------- |
| Anzahl der Personen | 360  | 421      | 432     | 548      |
| Unterschied         |      | +16,94 % | +2,61 % | +26,85 % |

| Jahr                | 2023 | 2024    |
| ------------------- | ---- | ------- |
| Anzahl der Personen | 528  | 548     |
| Unterschied         |      | +3,78 % |

Ergebnisse nach der Volkszählung 2001 (429 Einwohner):
| Nach Ethnie: - 97,90 % Slowaken - 1,40 % Tschechen - 0,47 % Russinen | Nach Konfession: - 83,92 % römisch-katholisch - 10,72 % griechisch-katholisch - 3,03 % konfessionslos - 1,17 % keine Angabe |